# Dolní Drkolná
Dolní Drkolná (německy Unter-Schlagl) je malá vesnice, část města Vyšší Brod v okrese Český Krumlov v Jihočeském kraji. Nachází se asi čtyři kilometry jihovýchodně od Vyššího Brodu, poblíž česko–rakouské státní hrance. Dolní Drkolná je také název katastrálního území o rozloze 8,7 km², ve kterém na území zaniklé vsi Radvanov leží nejjižnější místo Česka. Dolní Drkolná leží i v katastrálním území Svatomírov o rozloze 4,44 km².

## Historie
První písemná zmínka o vesnici pochází z roku 1281. V roce 1921 zde stálo 74 domů a žilo 481 obyvatel. V letech 1938 až 1945 byl Unter-Schlagl v důsledku uzavření Mnichovské dohody přičleněn k Německé říši. Po druhé světové válce byli občané německé národnosti většinou vysídleni. Bylo zde zřízeno hraniční pásmo a všechny původní domy byly většinou zbourány.

## Obyvatelstvo
| Rok            | 1869 | 1880 | 1890 | 1900 | 1910 | 1921 | 1930 | 1950 | 1961 | 1970 | 1980 | 1991 | 2001 | 2011 | 2021 |
| -------------- | ---- | ---- | ---- | ---- | ---- | ---- | ---- | ---- | ---- | ---- | ---- | ---- | ---- | ---- | ---- |
| Počet obyvatel | 502  | 483  | 506  | 452  | 468  | 481  | 497  | 71   | 42   | 46   | 30   | 27   | 25   | 23   | 22   |
| Počet domů     | 69   | 74   | 73   | 73   | 73   | 74   | 73   | 13   | 13   | 9    | 8    | 10   | 10   | 12   | 13   |

## Obecní správa
Při sčítání lidu v letech 1850–1950 Dolní Drkolná byla samostatnou obcí v okrese Kaplice. V letech 1950–1962 byla osadou obce Studánky v okrese Kaplice. Od 1. ledna 1963 je částí obce Vyšší Brod v okrese Český Krumlov.